# Глен, Альфред Эдмундович
Альфред (Константин) Эдмундович фон Глен (нем. Alfred von Glehn; 6 [18] января 1858, Ревель — 12 декабря 1927, Берлин) — российский виолончелист, профессор.
Ученик К. Ю. Давыдова. Блестящий исполнитель, виртуоз, эрудированный музыкант с тонким вкусом и органическим чувствованием природы и возможностей виолончели, с успехом выступал в таких городах как Лейпциг, Дрезден, Вена, Париж, Лондон. А. Э. фон Глен играл в трио с пианистами С. И. Танеевым, А. И. Зилоти, В. И. Сафоновым, скрипачами Л. С. Ауэром и И. В. Гржимали.
Возглавлял классы виолончели, контрабаса и камерного ансамбля в Харьковском музыкальном училище (1882—1890), а в 1888 году организовал студенческий симфонический оркестр при Харьковском университете, став его дирижёром. В 1890 году по приглашению В. И. Сафонова стал вначале профессором, а вскоре и помощником ректора Московской консерватории. Среди наиболее крупных учеников А. Э. фон Глена — виолончелисты К. А. Миньяр-Белоручев, К. Вилкомирский, А. И. Могилевский, Г. П. Пятигорский, С. П. Ширинский; композитор А. А. Крейн.
В 1921 г. покинул Россию и некоторое время преподавал в Таллине. С 1925 г. и до конца жизни профессор Консерватории Клиндворта-Шарвенки в Берлине.